# Campeonato Africano de Taekwondo de 2005
El V Campeonato Africano de Taekwondo se celebró en Antananarivo (Madagascar) en 2005 bajo la organización de la Unión Africana de Taekwondo.
En total se disputaron en este deporte nueve pruebas diferentes, siete masculinas y dos femeninas.

## Resultados

### Masculino
| Evento | Oro                                 | Plata                              | Bronce                                                           |
| ------ | ----------------------------------- | ---------------------------------- | ---------------------------------------------------------------- |
| –54 kg | Ismael Traoré Mali                  | Mandimby Randriamiandra Madagascar | Mostafa Abu El-Naga · Egipto · Elyzeu Sawandi Etapalalo · Angola |
| –58 kg | Tamer Bayumi · Egipto               | Arnaud Nioule Costa de Marfil      | Adam Waita Kenia Narinja Ramanantsoa Madagascar                  |
| –62 kg | Jean Noël Obou Seri Costa de Marfil | Andy Ravoniharison Madagascar      | Valentin Belchior Angola Amuri Abdeladim Marruecos               |
| –67 kg | Charles Ndri Kouame Costa de Marfil | Tamer Hashem · Egipto              | Seydou Doumbia Mali Bhaugreft Breeneswar Mauricio                |
| –72 kg | Mohamed Husein · Egipto             | Achille Koukougnom Costa de Marfil | Paolo Steve Madagascar                                           |
| –78 kg | Ahmed Bajit · Egipto                | Lasseyni Djuree Mali               | Ronald Lukalo Kenia Bahij Aziz Mehdi Marruecos                   |
| –84 kg | Romeo Gnakoya Costa de Marfil       | Dinalolo da Conceição Angola       | Iyempermal Moorougesen Mauricio Jean Rene Todisoa Madagascar     |

### Femenino
| Evento | Oro                                  | Plata                               | Bronce                                        |
| ------ | ------------------------------------ | ----------------------------------- | --------------------------------------------- |
| –55 kg | Abir Isawi · Egipto                  | Marie-Laure Ndraman Costa de Marfil | Yawsra Shbwo Marruecos Elizabeth Kaemba Kenia |
| –59 kg | Lalaina Randrianantoandro Madagascar | Mariam Bah Costa de Marfil          | Angeli Hung Mauricio Pauline Kuria Kenia      |

## Medallero
| Núm. | País            | Oro | Plata | Bronce | Total |
| ---- | --------------- | --- | ----- | ------ | ----- |
| 1    | Egipto          | 4   | 1     | 1      | 6     |
| 2    | Costa de Marfil | 3   | 4     | 0      | 7     |
| 3    | Madagascar      | 1   | 2     | 3      | 6     |
| 4    | Mali            | 1   | 1     | 1      | 3     |
| 5    | Angola          | 0   | 1     | 2      | 3     |
| 6    | Kenia           | 0   | 0     | 4      | 4     |
| 7    | Marruecos       | 0   | 0     | 3      | 3     |
| 7    | Mauricio        | 0   | 0     | 3      | 3     |
|      | TOTAL           | 9   | 9     | 17     | 35    |